# Weiterbildungskolleg Abendrealschule der Stadt Paderborn
Die Abendrealschule Paderborn ist ein Weiterbildungskolleg in Paderborn.

## Geschichte
Am 1. Februar 1974 wurde die Abendrealschule Paderborn gegründet.

## Standort und Architektur
Die Schule befindet sich in der Kernstadt Paderborns. Sie teilt sich das Schulgebäude mit dem Westfalen-Kolleg Paderborn.

## Schulprofil
Nicht mehr schulpflichtige volljährige Personen haben an der Abendrealschule Paderborn die Möglichkeit, ihren Schulabschluss auf dem Zweiten Bildungsweg nachzuholen oder zu verbessern.
Folgende Abschlüsse können an der Abendrealschule erlangt werden:
- Hauptschulabschluss nach Klasse 9
- Hauptschulabschluss nach Klasse 10
- Fachoberschulreife (FOR/Mittlere Reife)

Die Bildungsgänge sind in Semester gegliedert, die vergleichbar mit einem Schulhalbjahr sind. Das Wintersemester geht von August bis Januar, das Sommersemester von Februar bis Juli.

## Ehemalige Schulleiter
- Christel Leniger
- Jürgen Jaschke[5]